# Meter Wassersäule
Der Meter Wassersäule (Abkürzung mH2O oder auch mWS) ist eine nicht SI-konforme Einheit zur Messung des Drucks. Ein Meter Wassersäule bei 4 °C entspricht einem Megapond pro Quadratmeter und damit unter Normfallbeschleunigung 9,806 65 kPa (rund 0,1 bar). Die Einheit ist in der Bundesrepublik Deutschland seit 1. Januar 1978 keine gesetzliche Einheit mehr. Sie wird weiterhin verwendet, hauptsächlich im Bauwesen, im Orgelbau, für Dichtigkeitsangaben (z. B. für Zelthäute) und in der Medizin bei der maschinellen Beatmung. Die Form der Wassersäule oder des mit Wasser gefüllten Rohres ist für den hydrostatischen Druck unwesentlich, siehe Hydrostatisches Paradoxon.
Neben der Angabe in mWS oder mH2O sind je nach Messgröße auch Angaben in mmWS (bzw. mmH2O) bzw. cmWS (bzw. cmH2O) üblich.
Im angloamerikanischen Maßsystem wird analog die Einheit Zoll Wassersäule (engl. inch of water, Abkürzung wc oder inH2O) verwendet.

## Definition
Ein Druck von 1 Meter Wassersäule war ursprünglich definiert als derjenige Druck, der dem hydrostatischen Druck in 1 Meter Wassertiefe entspricht. Wasser hat bei 4 °C seine maximale Dichte von 999,972 kg/m3. Da die Dichte temperaturabhängig ist und schon bei 32 °C auf 995,02 kg/m3 abgesunken ist, wären Messungen des Drucks über die Wassertiefe allenfalls dann geeignet, wenn ein Messfehler von 0,5 % toleriert werden kann. Zu höheren Temperaturen hin wächst die Abweichung stärker an.
Um von der Dichte des Wassers unabhängig zu sein, wurde festgelegt:
1 mWS = 9806,65 Pa = 98,0665 mbar.
Dies ist der Druck, der sich bei Normfallbeschleunigung g und der Dichte von exakt 1000 kg/m3 ergibt. Mit der früher gebräuchlichen Krafteinheit Kilopond (1 kp = 1 kg · g) gilt daher definitionsgemäß:
1 mWS = 1000 kp/m2.
Mit der bis 1977 in Deutschland zulässigen technischen Atmosphäre (at) gilt definitionsgemäß:
1 mWS = 0,1 at.

## Umrechnungen
- 1 mmH2O = 9,806 65 Pa
- 10 mmH2O = 1 p/cm2 = 98,0665 Pa
- 1 mH2O = {\displaystyle \mathrm {\frac {\rho _{H2O}}{\rho _{Hg}}} \cdot }1000 mmHg ≈ 73,556 mmHg = 73,556 Torr
- 1 mH2O = 9,806 65 kPa = 98,0665 hPa = 98,0665 mbar
- 10 mH2O = 1 at = 1 kp/cm2 = 98,0665 kPa ≈ 0,967 84 atm

## Anwendungen

### Wasserdichtheit
Die Wassersäule ist auch eine Maßeinheit, um die Wasserdichtigkeit z. B. von technischen Geweben (Zelte, Funktions- und Regenbekleidung) anzugeben.
Die DIN EN ISO 811:2018 regelt die Methode zur Bestimmung des Widerstandes gegen das Durchdringen von Wasser. Durchzuführen ist folgender „Hydrostatischer Wasserdruckversuch“: Die Außenseite des Materials wird dem Wasser ausgesetzt. Der Wasserdruck beginnt bei Null, die Wassersäule steigt je nach Norm um 100 mmWS oder 600 mmWS pro Minute. Gemessen wird die Zeit, bis der dritte Tropfen auf der Innenseite zu sehen ist. Der Druck, der zu diesem Zeitpunkt wirkt, wird dann in Millimeter Wassersäule angegeben.
Nach der europäischen Norm EN 343:2003 („Schutzkleidung gegen Regen“) ist ein Produkt mit Wassersäule ab 800 mm „wasserdicht (Klasse 2)“ und ab 1300 mm „wasserdicht (Klasse 3)“.  Beim Sitzen auf feuchtem Untergrund wird ein Druck aufgebaut, der ca. 2000 mm Wassersäule entspricht. Beim Knien in der Hocke drücken schon ca. 4800 mm Wassersäule auf die Bekleidung. Spezialkleidung, beispielsweise für Segler, kann Werte bis zu 20 000 mm erreichen und dennoch atmungsaktiv bleiben.
Oberzelte gelten ab 1500 mm und Zeltböden ab 2000 mm nach DIN als wasserdicht.
Bei Uhren wird nach DIN 8310 (DIN 8306 bei Taucheruhren) ein Äquivalent zur Höhe einer Wassersäule (30 Minuten in 1 m Wassertiefe und 90 Sekunden in 20 m Wassertiefe) angegeben, das alle Dichtungen aushalten müssen, damit sie als wasserdicht bezeichnet werden dürfen. Da es sich bei diesen Meterangaben um Angaben des Drucks handelt, können sie nicht eins zu eins als praktikable Wassertiefen (Tauchtiefen) aufgefasst werden, in denen ein Einsatz der Uhr möglich ist: Bereits durch heftige Schwimmbewegungen oder einen Schlag aufs Wasser werden die Dichtungen einem Vielfachen des der Wassertiefe entsprechenden Drucks ausgesetzt.

### Orgelbau
Im Orgelbau wird der Winddruck in mmWS angegeben, mit dem die verschiedenen Orgelregister angeblasen werden. Die Drücke reichen von 50 mmWS bei frühbarocken italienischen und süddeutschen Orgeln bis auf 100 mmWS zur Zeit der Hochromantik. Auch wurden in dieser Zeit besonders scharf klingende so genannte Hochdruckregister mit bis zu in der Regel 300 mmWS gebaut.

### Gebäudetechnik
In der Gebäudetechnik, vor allem in der Heizungstechnik ist die Einheit mWS eine übliche Einheit. Es wird vor allem bei Pumpen angewendet. Die Anzeigen auf Heizungspumpen und auch die Angaben in Datenblättern sind immer in mWS angegeben.